# Église Saint-Potentien de Châtel-Censoir
L'église de Châtel-Censoir est une église située à Châtel-Censoir, dans le département de l'Yonne, en France.

## Description
Le monument se compose de trois parties :
- le chœur roman surmontant la crypte du XIe siècle,
- la nef renaissance construite ou reconstruite du XVe au XVIIe siècle,
- la sacristie et la salle capitulaire attenantes au bâtiment principal sur le flanc Nord-Est furent construites au XVIIIe siècle.

Le clocher a été édifié dans la deuxième moitié du XVIe siècle. Un autre clocher pointu existait sur la croisée du transept. Il a été détruit au début du XIXe siècle. Il figure sur certains documents anciens (Plan du chanoine Lacane).
À l'intérieur, il faut voir l'ensemble des chapiteaux sculptés du chœur : éléments végétaux, géométriques, animaux affrontés sont de style roman archaïque.
Les carreaux émaillés du XIIIe siècle dans la salle capitulaire ne sont pas visibles.
Un reste de peinture murale à l'ocre reste sur la voûte de la crypte.
Source : Descriptif officiel sur le parvis de la Collégiale.

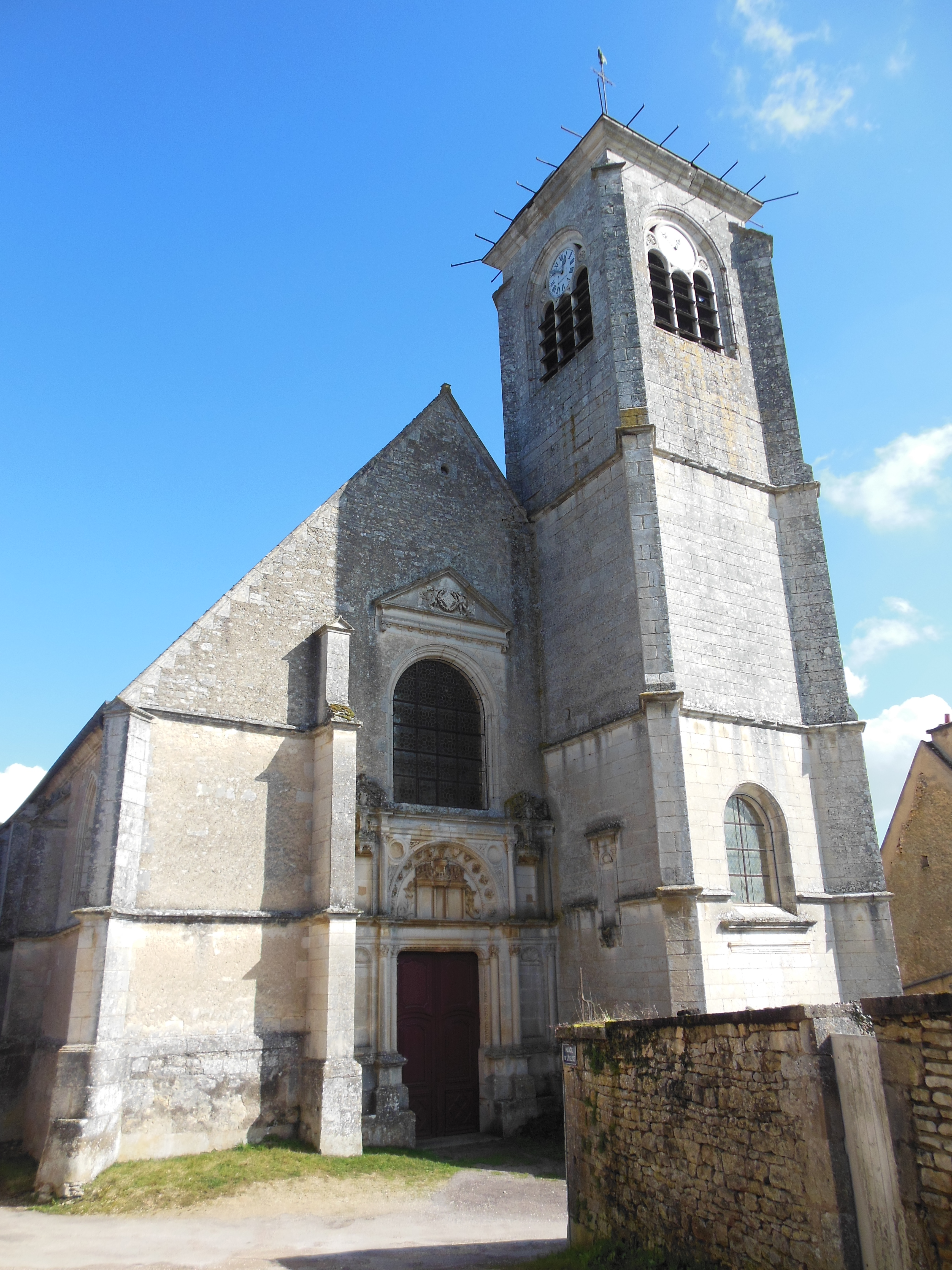
Église Saint-Potentien
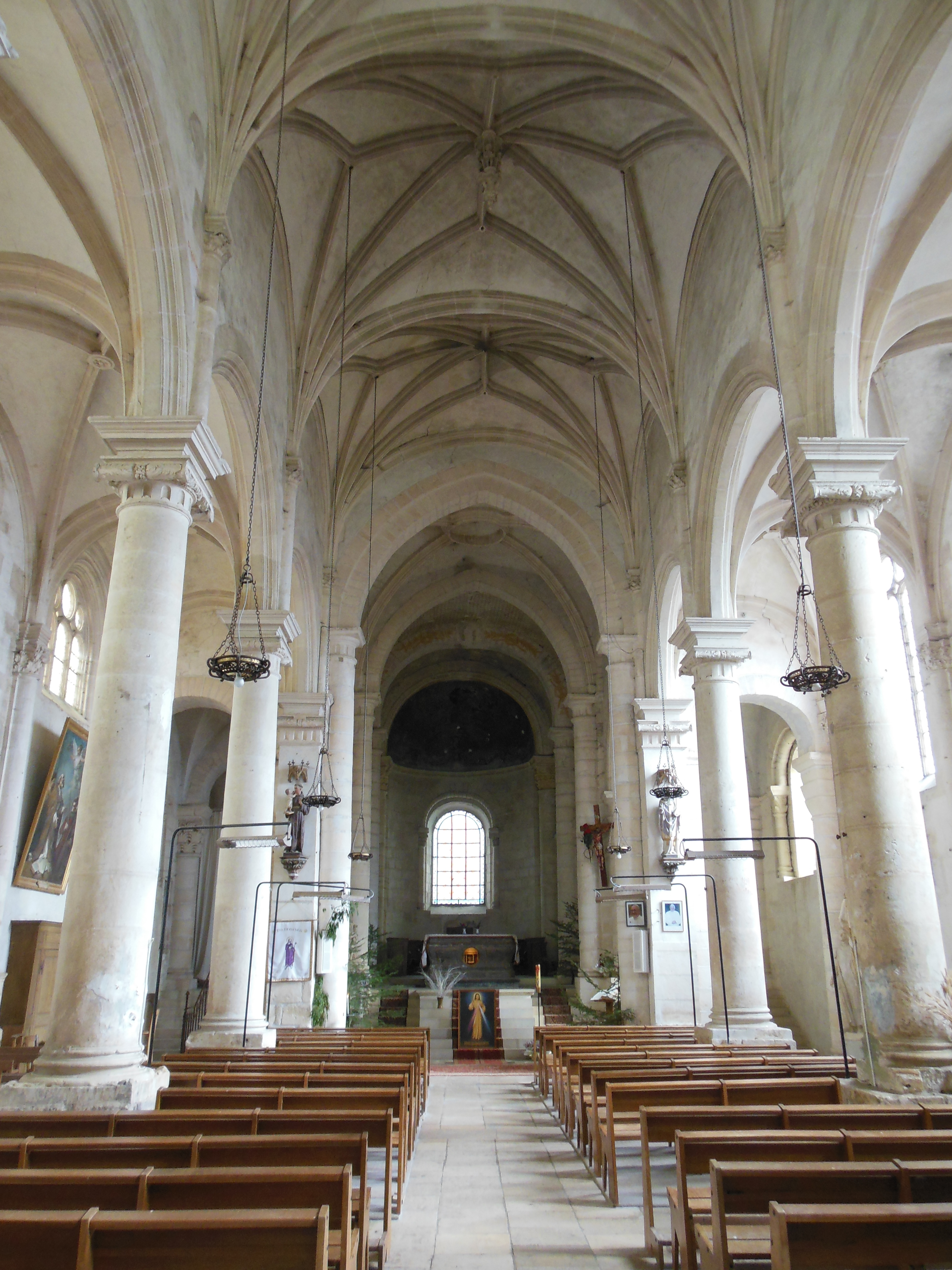
Nef
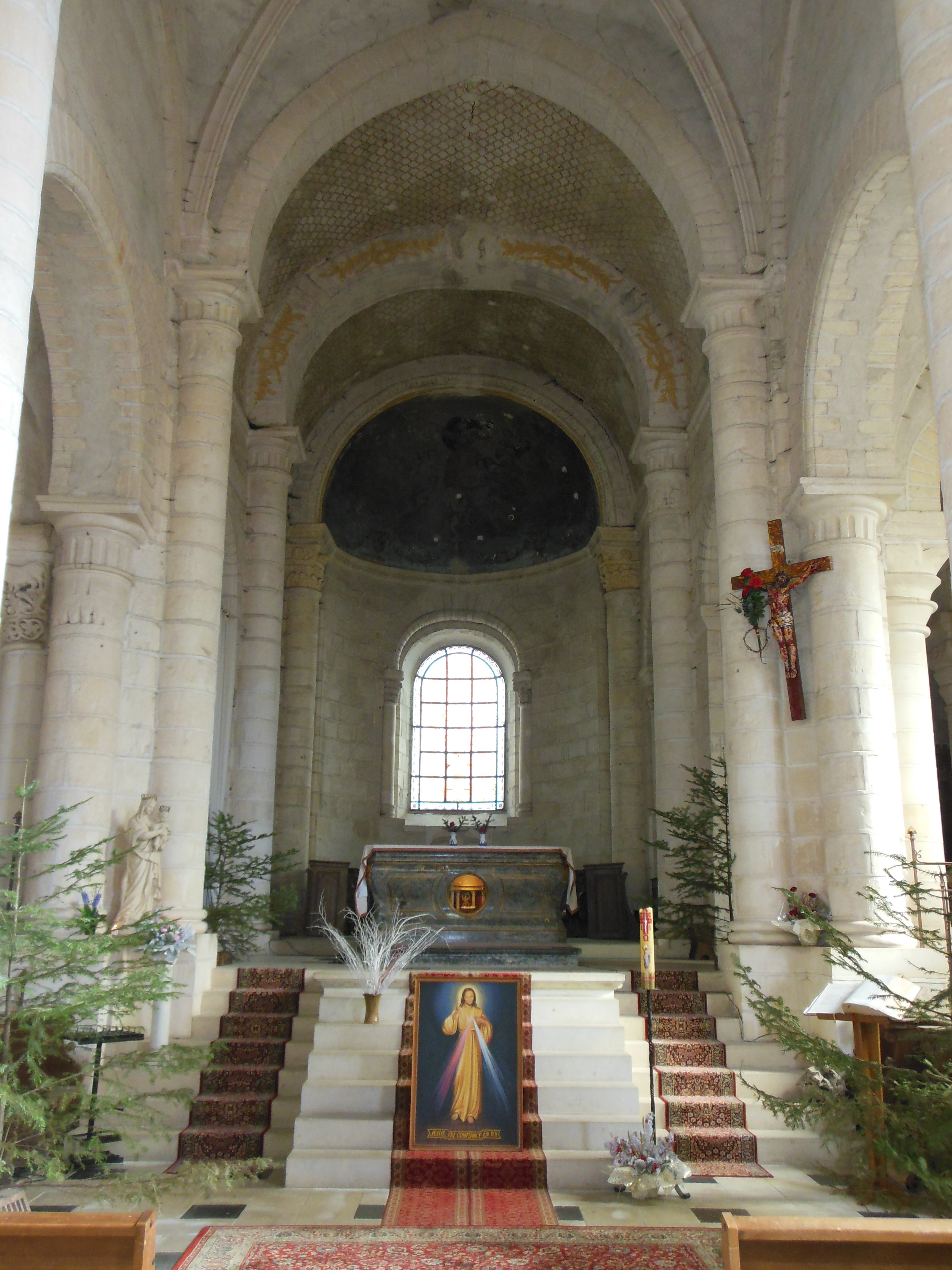
Chœur
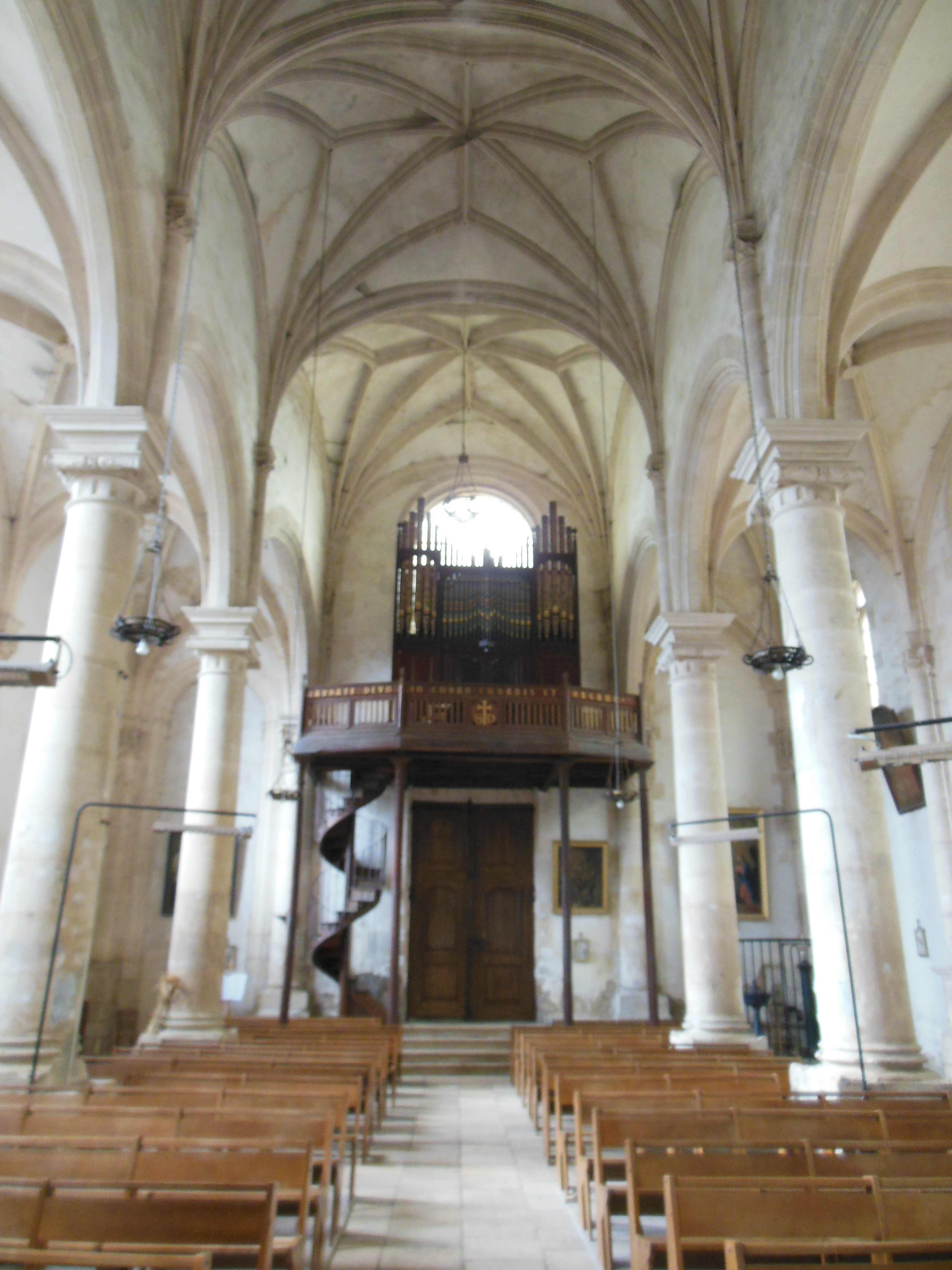
Narthex

## Historique
L'édifice est classé au titre des monuments historiques en 1908.
L'église est en fait une collégiale qui fut dirigée par un chapitre de chanoines qui s'installa dès le IXe siècle jusqu'à la Révolution : neuf siècles !
Elle contient des reliques de saint Potentien.
Source : Descriptif officiel sur le parvis de la Collégiale.